# 애덤 리프킨
애덤 리프킨(Adam Rifkin, 1966년 12월 31일 ~ )은 미국의 영화 감독, 각본가, 배우, 프로듀서이다. 폭넓은 장르를 넘나드는 작품 활동으로 알려져 있으며, 가족 코미디부터 컬트 영화, 어둡고 사실적인 드라마까지 다양한 영화를 연출하고 각본을 썼다.

## 생애
애덤 리프킨은 1966년 12월 31일 미국 일리노이주 시카고에서 태어났다. 시카고 예술 아카데미를 졸업했으며, 1980년대 후반부터 영화계에서 활동을 시작했다.

## 경력
리프킨은 작가, 감독, 배우로 동시에 데뷔한 《절대 화요일이 아니다》(Never on Tuesday, 1989)를 통해 영화계에 발을 들였다. 그는 다양한 장르에서 독특한 작품들을 선보였는데, 대표작으로는 컬트 코미디 영화 《디트로이트 록 시티》(Detroit Rock City, 1999)가 있다.
그는 또한 가족 영화의 각본가로도 유명하며, 드림웍스 애니메이션의 흥행작인 《마우스 헌트》(Mouse Hunt, 1997)와 《스몰 솔져》(Small Soldiers, 1998)의 각본을 썼다. 2007년에는 숨겨진 카메라의 세계를 다룬 드라마 《룩》(Look)의 각본과 연출을 맡았다. 2017년에는 버트 레이놀즈, 체비 체이스 등이 출연한 드라마 영화 《더 라스트 무비 스타》(The Last Movie Star)를 연출했다.
리프킨은 다양한 장르를 오가며 다작하는 감독으로 평가받으며, 때로는 '리프 쿠건(Rif Coogan)'이라는 가명으로 활동하기도 했다.

## 작품 목록

### 감독
```
* 《절대 화요일이 아니다》 (Never on Tuesday, 1989)
* 《보이지 않는 광인》 (The Invisible Maniac, 1990)
* 《더 다크 백워드》 (The Dark Backward, 1991)
* 《더 너트 하우스》 (The Nutt House, 1992)
* 《사이코 캅 2》 (Psycho Cop 2, 1993)
* 《추적》 (The Chase, 1994)
* 《웰컴 투 할리우드》 (Welcome to Hollywood, 1998)
* 《디트로이트 록 시티》 (Detroit Rock City, 1999)
* 《찰리 없이》 (Without Charlie, 2001)
* 《골든 이글의 밤》 (Night at the Golden Eagle, 2001)
* 《호모 에렉투스》 (Homo Erectus, 2007)
* 《룩》 (Look, 2007)
* 《칠레라마》 (Chillerama, 2011) - "와드질라" 부분
* 《주세페, 영화를 만들다》 (Giuseppe Makes a Movie, 2014)
* 《워윅스 촬영》 (Shooting the Warwicks, 2015)
* 《디렉터스 컷》 (Director's Cut, 2016)
* 《더 라스트 무비 스타》 (The Last Movie Star, 2017)
* 《아담 리프킨 영화제》 (The Adam Rifkin Film Festival, 2023) - 1975년부터 1987년까지의 단편 모음집
* 《포춘행 마지막 열차》 (Last Train to Fortune, 개봉 예정)
```

### 각본
```
* 《절대 화요일이 아니다》 (Never on Tuesday, 1989)
* 《더 다크 백워드》 (The Dark Backward, 1991)
* 《추적》 (The Chase, 1994)
* 《마우스 헌트》 (Mouse Hunt, 1997)
* 《스몰 솔져》 (Small Soldiers, 1998)
* 《부정》 (Denial, 1998)
* 《웰컴 투 할리우드》 (Welcome to Hollywood, 1998)
* 《언더독》 (Underdog, 2007)
* 《룩》 (Look, 2007)
* 《너클헤드》 (Knucklehead, 2010)
* 《칠레라마》 (Chillerama, 2011)
* 《더 라스트 무비 스타》 (The Last Movie Star, 2017)
```

### 배우
```
* 《항상 화요일은 아니다》 (Never on Tuesday, 1989) - 윌리엄 역
* 《더 다크 백워드》 (The Dark Backward, 1991) - 루퍼스 빙 역
* 《사이코 캅 2》 (Psycho Cop 2, 1993) - 비디오 카메라를 든 남자 역
* 《웰컴 투 할리우드》 (Welcome to Hollywood, 1998) - 본인 역
* 《디렉터스 컷》 (Director's Cut, 2016) - 애덤 리프킨 역
```